# Nížkovice
Nížkovice jsou obec v okrese Vyškov v Jihomoravském kraji. Žije zde 789 obyvatel.

## Historie
První písemná zmínka o obci pochází z roku 1371 (in villa Miskowicz).

## Obyvatelstvo

### Struktura
V obci k počátku roku 2016 žilo celkem 690 obyvatel. Z nich bylo 348 mužů a 342 žen. Průměrný věk obyvatel obce dosahoval 42,7% let. Dle Sčítání lidu, domů a bytů provedeném v roce 2011, kdy v obci žilo 659  lidí. Nejvíce z nich bylo (15%) obyvatel ve věku od 30 do 39 let. Děti do 14 let věku tvořily 14,6% obyvatel a senioři nad 70 let úhrnem 9,1%. Z celkem 563  občanů obce starších 15 let mělo vzdělání 44,8% střední vč. vyučení (bez maturity). Počet vysokoškoláků dosahoval 7,5% a bez vzdělání bylo naopak 0% obyvatel. Z cenzu dále vyplývá, že ve městě žilo 327 ekonomicky aktivních občanů. Celkem 86,9% z nich se řadilo mezi zaměstnané, z nichž 70,9% patřilo mezi zaměstnance, 1,2% k zaměstnavatelům a zbytek pracoval na vlastní účet. Oproti tomu celých 46,7% občanů nebylo ekonomicky aktivní (to jsou například nepracující důchodci či žáci, studenti nebo učni) a zbytek svou ekonomickou aktivitu uvést nechtěl. Úhrnem 241 obyvatel obce (což je 36,6%), se hlásilo k české národnosti. Dále 211 obyvatel bylo Moravanů a 9 Slováků. Celých 277 obyvatel obce však svou národnost neuvedlo.
Vývoj počtu obyvatel za celou obec i za jeho jednotlivé části uvádí tabulka níže, ve které se zobrazuje i příslušnost jednotlivých částí k obci či následné odtržení.
| Místní části   | Místní části   | 1869 | 1880 | 1890 | 1900 | 1910 | 1921 | 1930 | 1950 | 1961 | 1970 | 1980 | 1991 | 2001 | 2011 | 2021 |
| -------------- | -------------- | ---- | ---- | ---- | ---- | ---- | ---- | ---- | ---- | ---- | ---- | ---- | ---- | ---- | ---- | ---- |
| Počet obyvatel | část Nížkovice | 654  | 750  | 825  | 862  | 952  | 922  | 971  | 873  | 926  | 934  | 820  | 641  | 667  | 659  | 750  |
| Počet domů     | část Nížkovice | 131  | 153  | 161  | 176  | 188  | 195  | 219  | 254  | 253  | 241  | 236  | 264  | 259  | 261  | 274  |

## Obecní správa
Mezi lety 1869–1950 Nížkovice byly obcí v okrese Vyškov (1869–1930) a později v okrese Slavkov. V letech 1961–1990 patřily jako část obce k Nížkovicím-Heršpicím a od 1. července 1990 jsou opět samostatnou obcí opět v okrese Vyškov.

### Obecní symboly
Znak a vlajka byly obci uděleny rozhodnutím předsedy Poslanecké sněmovny Parlamentu České republiky dne 5. dubna 2001.

## Pamětihodnosti
- Farní kostel svaté Kunhuty
- Socha svatého Jana Nepomuckého

## Galerie

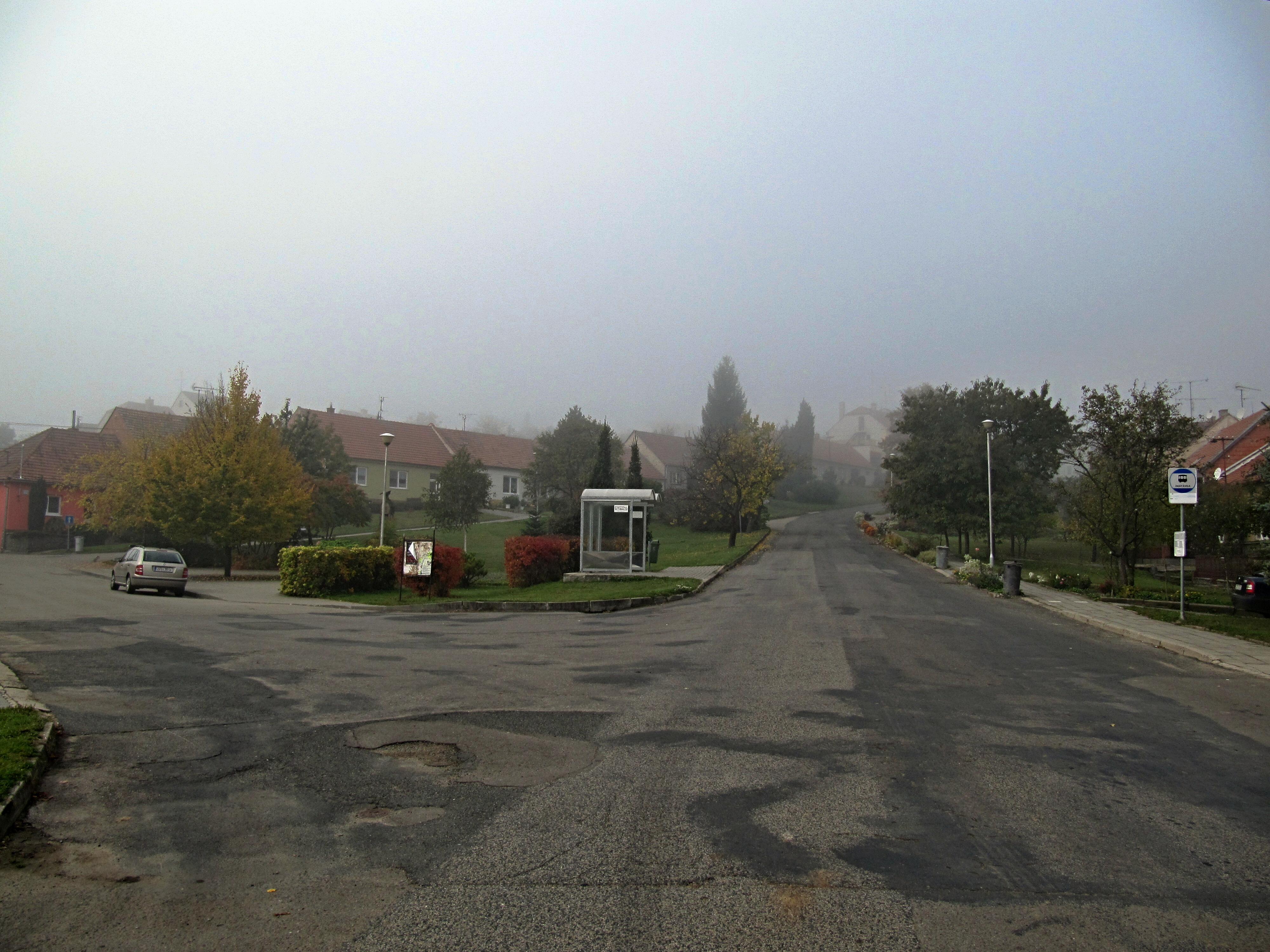
Náves
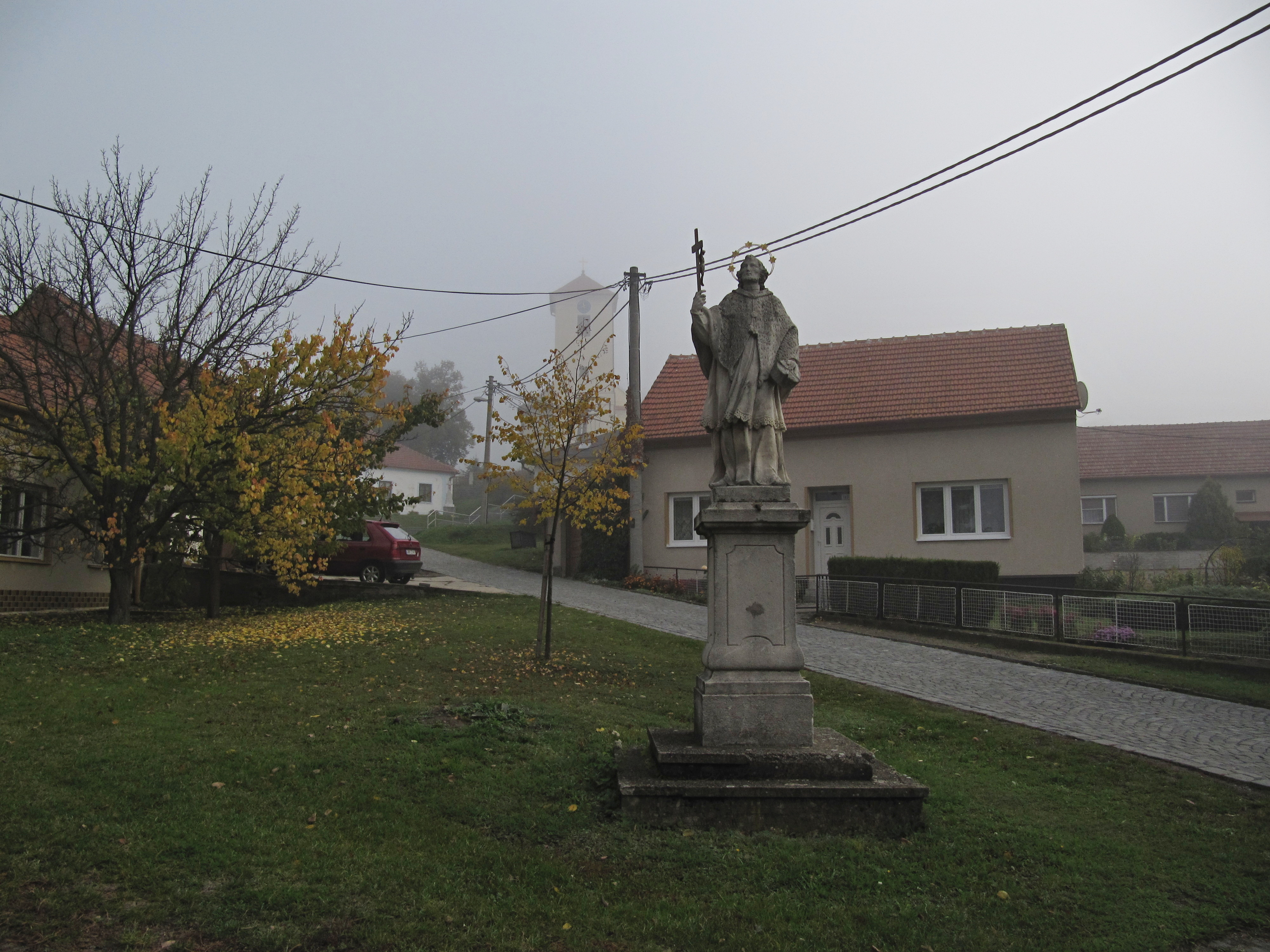
Socha svatého Jana Nepomuckého
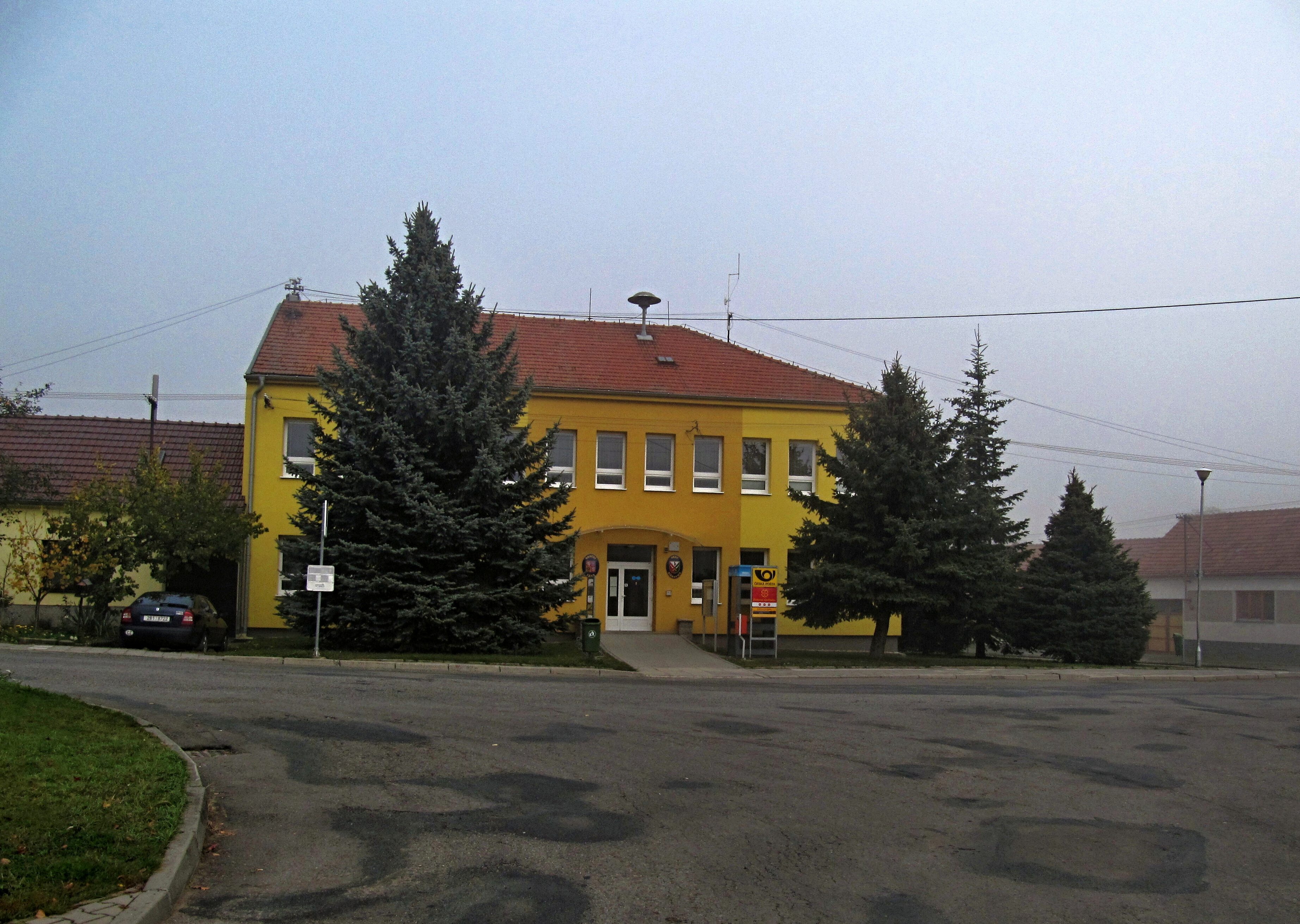
Obecní úřad